# Den evangelisk-lutherske kirke i Estland
Eesti Evangeelne Luterlik Kirik (EELK) (Den evangelisk-lutherske kirke i Estland) er evangelisk-luthersk i Estland, og landets største kirkesamfund. Kirken er kendt som "den estiske kirke". Kirken har 169 menigheder i Estland, og 63 menigheder for estere som bor i udlandet. Den store andelen menigheder udenfor Estland, skyldes i hovedsagligt landets voldsomme historie. Kirken har i dag rundt 175 000 medlemmer i Estland og 15 700 medlemmer udenfor Estland.